# 伊藤由奈
伊藤由奈（1983年9月20日—），别名「克里斯汀·伊藤」（Christine Ito），日韓混血的美籍女歌手。經紀公司為日本音樂娛樂。

## 個人履歷及事業

### 童年及出道
伊藤由奈的父親為日本人，母親為韓裔美國人，有一個弟弟於夏威夷就讀大學。她本人出生于美国洛杉矶。在她三个月大的时候，全家搬到了夏威夷。她自小視瑪麗亞凱莉为偶像，擁有五個多八度的音域，並曾在夏威夷當地50間高中之間的歌唱比賽中奪魁。興趣是料理。
在2005年上映的日本漫畫改編電影《NANA》中，被選拔出演劇中Trapnest樂隊主音芹澤蕾拉的角色，並以「REIRA starring YUNA ITO」的名義發行了首張個人單曲《Endless Story》。此曲乃改編自道恩·汤马斯（Dawn Thomas）的《If I'm Not in Love With You》，曾多次被外國歌手凯西·特罗克利（Kathy Troccoli）、乔蒂·华特利（Jody Watley）、“布莱恩·琼斯城大屠杀”乐团（Brian Jonestown Massacre）、菲絲·希爾（Faith Hill）翻唱，而台灣歌手張惠春亦翻唱此曲（名為《想念你的歌》），香港歌手卫兰翻唱此曲为《阴天假期》。該張單曲發行後，連續6週維持在日本Oricon公信單曲榜前五名，創下了日本史上個人女歌手出道單曲之最高記錄，並同時打破了1989年由宮澤理惠創下的連續5週記錄。之後，她亦創造了出道單曲連續6周進入了公信榜最佳5名的記錄。此張單曲銷量累積至今近50萬張。

### 出道後至今
在2006年上半年，伊藤由奈先後發行了《Faith》及《Precious》兩張單曲，其中《Precious》作為電視劇改編電影「海猿」的主題曲，再度創下了不俗的銷售成績，累積銷量逾20萬張。於8月起，為了作更多不同類型的音樂嘗試，唱片公司安排了《Stuck on you》及《Losin'》兩種分屬復古曲風及二步车库舞曲曲風的限量單曲連續推出。同月，電影NANA 2於日本宣佈開拍，確定了伊藤由奈將再度出演，並再度以REIRA starring YUNA ITO的名義發行單曲。於同年12月發行了作爲電影“NANA 2”揷曲的單曲《Truth》。
在2007年伊藤由奈推出首張專輯《HEART》，累積50萬張銷量，並首次獲得公信榜最高排名首位。於3月,推出單曲《I'm Here》，作為由篠原涼子主演的電影“Unfair 劇場版”的主題曲。同年4月舉行了首次日本國內巡回演唱會，於6月發行了與樂團Def Tech成員Micro合作的作品《Mahaloha》，成為第三張進入公信榜前5名的單曲。9月她參與了日本新力音樂發行對席琳·迪翁(Celine Dion)的致敬專輯，翻唱了名曲《My Heart Will Go On》。她也於10月發行單曲《Urban Mermaid》。《Urban Mermaid》是日本儷仕洗髮精Super Rich Shine系列的電視廣告曲。
2008年年初，伊藤由奈與席琳·迪翁合作，發行新單曲《A World to Believe in》。而於2月，她發行第二張專輯《WISH》，首週獲得公信榜第三名。
2009年年初伊藤由奈發行了單曲《trust you》，作為日本動畫《機動戰士GUNDAM 00》第二季的主題曲之一。
2010年被服裝品牌「Sua」起用為代言人。在下半年中，舉行「Yuna Respect」，連續翻唱了三首英語名曲。十一月發行了單曲「守ってあげたい」，為篠原涼子新劇「黃金之豬」的片尾曲。十二月則發行精選專輯「Love Singles Best 2005-2010」，分開三個版本發售，首日獲得公信榜第三名。但是之後由於合約糾紛，所以再沒有發行唱片，只有於2012年出席在新加坡舉行的Men's Fashion Week以及於2019年出席機動戰士高達40周年音樂會，現時已返回洛杉磯定居。
伊藤由奈在日本被視為實力派歌手，特别在高音方面得到公认，被日本媒體譽為“天使的歌聲”。然而，由於伊藤由奈幾乎每張單曲也是配撘了大型電視劇或電影，所以有意見認為她的單曲銷量明顯受裙帶效應影響(見單曲附表)。日本方面亦有意見認為，伊藤由奈出道，把近年日本樂壇風行的日籍外國/日裔外籍歌手回流現象推至高峰，使日本樂壇兩大巨頭艾迴和新力博德曼更積極培訓和發掘日籍外國歌手，而近年日籍外國歌手在日本國內的表現也日漸受到重視。另一方面，伊藤由奈本人也與近年的女性日籍外國歌手保持著友好關係。伊藤由奈與YUI、木村KAELA、絢香被日經娛樂雜誌封為「日本樂壇新生四天后」。

## 人物
- 愛稱是和「由奈孃」。
- 愛犬是微型臘腸狗，名叫“Dolce”。
- 圈中的好友有中島美嘉、佐佐木希、谷村奈南等等。
- 本身不懂日文、電視台演出時都靠背台詞應付的。
- Mariah Carey的忠實歌迷，立志成為歌手的原因亦是因為她。對於J-Pop，則喜歡Crystal Kay和Double。
- 在日本成為歌手之前，曾於2003年在韓國當時裝雜誌的模特兒。
- 2022年7月4日在社交平台宣佈結婚，並於夏威夷舉行婚禮。2023年2月23日誕下女兒。

## 唱片

### 單曲
| 順序 | 發行日期       | 曲名          | 詞曲                                                              | 銷售排行 | 備註                                                      |
| 1st  | 2005年9月7日   | Endless Story | 作詞：ats- 作曲：Dawn Ann Thomas                                  | 2        | 日本電影NANA劇中歌 c/w「Journey」                         |
| 2nd  | 2006年3月1日   | Faith/Pureyes | 作詞：Kenn Kato 作曲：BOUNCEBACK 編曲：今井了介                   | 6        | 1.日劇Unfair主題曲 2.BIOCLEN隱形眼鏡廣告歌曲              |
| 3rd  | 2006年5月3日   | Precious      | 作詞：野口圭 作曲：田中隼人 編曲：Maestro-T                       | 3        | 日本電影海猿：愛的極限主題曲 c/w「I'm Free」「Secrets」   |
| 4th  | 2006年8月9日   | stuck on you  | 作詞：H.U.B 作曲：田中隼人 編曲：Maestro-T                        | 20       | c/w「These boots are made for walkin'」                   |
| 5th  | 2006年9月6日   | Losin'        | 作詞：H.U.B 作曲：SiZK、ViVi 編曲：SiZK                           | 19       | 7萬張限定版 c/w「Stay For Love」                          |
| 6th  | 2006年12月6日  | Truth         | 作詞：田久保真見、山本成美 作曲：後藤康二 編曲：HΛL               | 10       | 日本電影NANA 2劇中歌 c/w「Take me Away」                  |
| 7th  | 2007年3月14日  | I'm Here      | 作詞：野口圭 作曲：原一博 編曲：原一博                            | 15       | 日本電影Unfair主題曲 c/w「Reason Why」                    |
| 8th  | 2007年6月27日  | Mahaloha      | 作詞：伊藤由奈、Micro 作曲：下山亮平、伊藤由奈、Micro 編曲：Micro | 5        | c/w「Shining On」 Feat. Mirco                             |
| 9th  | 2007年10月24日 | Urban Mermaid | 作詞： 作曲：田中隼人 編曲：淺田將明                              | 10       | 儷仕洗髮精廣告歌曲 c/w「Colorful」                        |
| 10th | 2008年1月16日  |               | 作詞：玉井健二 作曲：John Shanks                                  | 8        | Feat. Celine Dion                                         |
| 11th | 2008年9月3日   | miss you      | 作詞： 作曲： 編曲：安原兵衛                                      | 20       | 伊藤園飲料廣告曲 c/w「BREEEEEZIN!!!」                     |
| 12th | 2008年11月26日 | 戀愛轉啊轉    | 作詞：Kenn Kato 作曲：南俊介 編曲：南俊介、DJ-PASSION、DJ KANE    | 44       | GAP時裝品牌廣告歌 c/w「」                                 |
| 13th | 2009年3月4日   | trust you     | 作詞：MARKIE 作曲：MARKIE 編曲：Jin Nakamura                      | 5        | 日本動畫機動戰士高達00第二季片尾曲 c/w「Brand New World」 |
| 14th | 2009年11月11日 | Let It Go     | 作詞： 作曲：多保孝一 編曲：多保孝一                              | 36       | 日本電影天使之戀主題曲 c/w「Happy Days」                  |
| 15th | 2010年11月3日  | 守護著你      | 作詞：H.U.B 作曲：村山晋一郎 編曲：村山晋一郎                     | 41       | 日劇黃金之豚主題曲 c/w「Kiss Me」                         |

### 配信限定
| 發行日期      | 單曲名稱                         |
| ------------- | -------------------------------- |
| 2006年6月30日 | Precious -wedding extended ver.- |
| 2008年6月11日 | GATE                             |
| 2008年8月6日  | Love Machine Gun                 |
| 2009年3月23日 |                                  |
| 2010年7月28日 | I Don't Want To Miss A Thing     |
| 2010年8月25日 | She                              |
| 2010年9月29日 | Hard To Say I'm Sorry            |

### 專輯
| 順序 | 發行日期      | 專輯名 | 曲目 | 銷量    | 銷售排行 | 年度銷售排行 |
| 1st  | 2007年1月24日 | Heart  | 曲目 1. WORKAHOLIC 2. ENDLESS STORY 3. losin' 4. Know-how 5. Precious 6. Tender is the Night 7. Fragile 8. Nobody Knows 9. Faith 10. Stay for Love 11. Truth 12. Perfume 13. Precious -wedding extended ver                                          | 529,751 | 1        | 14           |
| 2nd  | 2008年2月20日 | Wish   | 曲目 1. Power of Love 2. alone again 3. あなたがいる限り ～A WORLD TO BELIEVE IN～ 4. Urban Mermaid 5. HEARTBEAT 6. Colorful 7. Unite As One 8. Mahaloha 9. A Long Walk 10. Moon Rabbit 11. I'm Here 12. Wish 13. Tokyo Days 14. MY HEART WILL GO ON | 103,405 | 3        | 96           |
| 3rd  | 2009年5月27日 | Dream  | 曲目 1. Love You 2. 今でも 会いたいよ… 3. Brand New World 4. 恋はgroovy×2 5. Trust You 6. Baila Baila 7. BREEEEEZIN!!!!!!! 8. Miss You 9. Love Machine Gun 10. No One Else 11. Body                                                                  | 35,738  | 7        | 248          |

### 精選專輯
| 順序 | 發行日期      | 專輯名                      | 曲目 | 銷量   | 銷售排行 |
| 1st  | 2010年12月8日 | LOVE Singles Best 2005-2010 | 曲目 1. ENDLESS STORY 2. Faith 3. Pureyes 4. Precious 5. Stuck On You 6. Losin' 7. Truth 8. I'm Here 9. Mahaloha 10. Urban Mermaid 11. A World to Believe IN 12. miss you 13. 戀愛轉啊轉 14. Trust you 15. Let it Go 16. 守護著你 | 50,161 | 8        |

## 演出紀錄

### 電視劇
- 歡迎光臨切爾西酒店

### 電影
- NANA　飾演芹澤蕾拉（芹澤レイラ Serizawa Reira） （2005年上映）
- NANA2　飾演芹澤蕾拉（芹澤レイラ Serizawa Reira） （2006年上映）

### 音樂劇
- Moulin de la Galette 飾演 Serge Gainsbourg （2010年）

### 廣告
- 2005年－2008年 BIOCLEN 隱形眼鏡
- 2008年－ 高倫雅芙「Proactiv」去痘產品
- 2008年 日本唱片協會「保護移動音樂宣傳活動」
- 2008年－2009年 伊藤園水果飲料
- 2008年 GAP「GAP 2008 Holiday Collection『Winter Neutrals』」時尚品牌服飾
- 2010年 SUA時尚服飾

### 音樂錄影帶
- 2018年 Chris Pierce - TROUBLE MAN （页面存档备份，存于）

## 提名
- 2006 MTV日本音樂錄影帶大獎 - 最佳電影音樂錄影帶：《Endless Story》
- 2007 MTV日本音樂錄影帶大獎 - 最佳女藝人音樂錄影帶：《Truth》
- 2008 MTV日本音樂錄影帶大獎 - 最佳合唱音樂錄影帶：《因為有你～A World to Believe In》（與席琳狄翁合唱）

## 演唱會．音樂會
- Yuna Ito 1st Invitation Live

| 日期           | 演唱會站次 | 舉行地點       |
| 2006年10月8日  | 名古屋     | 名古屋OZONE    |
| 2006年10月29日 | 大阪       | 大阪Grand Cafe |
| 2006年11月6日  | 東京       | LIQUIDROOM     |

- Yuna Ito 1st Live Tour 2007 "Heart"

| 日期             | 演唱會站次 | 舉行地點     |
| 2007年4月14日    | 大阪       | Zepp Osaka   |
| 2007年4月15日    | 福岡       | Zepp Fukuoka |
| 2007年4月22日    | 北海道     | Zepp Sapporo |
| 2007年4月27日    | 大阪       | Zepp Osaka   |
| 2007年4月29日    | 愛知       | Zepp Nagoya  |
| 2007年5月3日-4日 | 東京       | Zepp Toyko   |

- Yuna Ito 2009學園祭巡迴

| 日期           | 演唱會站次 | 舉行地點     |
| 2009年10月11日 | 愛知       | 愛知工業大學 |
| 2009年10月17日 | 東京       | 聖心女子大學 |
| 2009年10月18日 | 奈良       | 奈良產業大學 |
| 2009年10月24日 | 福島       | 磐城明星大學 |
| 2009年10月30日 | 石川       | 北洋學院大學 |
| 2009年10月31日 | 千葉       | 和洋女子大學 |
| 2009年11月1日  | 東京       | 東京經濟大學 |
| 2009年11月7日  | 長崎       | 長崎縣立大學 |

- Yuna Ito 2010學園祭Live

| 日期           | 演唱會站次 | 舉行地點                 |
| 2010年10月10日 | 福島       | 奧羽大學                 |
| 2010年10月23日 | 三重       | 近畿大學工業高等專門學校 |
| 2010年10月24日 | 鳥取       | 鳥取短期大學             |
| 2010年10月30日 | 東京       | 青山學院女子短期大學     |
| 2010年11月3日  | 兵庫       | 關西學院大學             |

- Yuna Ito "守護著你" Premium Release Party

| 日期          | 演唱會站次 | 舉行地點    |
| 2010年11月2日 | 東京       | Cotton Club |

## 獎項
- 第38屆日本有線大獎最佳新人獎(2005年12月17日)
- 日本BEST HIT 歌謡祭(2005)最佳新人獎
- 第47屆日本唱片大獎特別獎
- 第56屆日本NHK紅白歌合戰參與者
- 2006 日本金唱片大獎年度最佳新人獎
- 日本BEST HIT 歌謡祭(2006)歌手金獎
- 2007 MTV日本音樂錄影帶大獎 - 最佳Buzz Asia日本藝人獎：伊藤由奈《Precious》
- 2010 Honolulu Mayor's Commendation

## 資料來源
1. ↑  .   [2011-07-09]. （原始内容存档于2014-03-04）.
2. ↑  .   [2008-01-01]. （原始内容存档于2009-01-25）.

## 相關連結
- 伊藤由奈官方網站
- 伊藤由奈所屬事務所網站介紹
- 伊藤由奈的Instagram帳戶